# Luísa Benedita de Bourbon
Ana Luísa Benedita de Bourbon (Anne Louise Bénédicte de Bourbon; Paris, 8 de novembro de 1676 – Paris, 23 de janeiro de 1753)  foi uma princesa francesa, neta de Luís, Grande Condé, e, esposa de Luís Augusto de Bourbon, duque de Maine, filho ilegítimo do rei Luís XIV de França.

## Casamento e descendência
Casou-se Luís Augusto de Bourbon, duque de Maine, filho ilegítimo nascido da relação entre o rei francês Luís XIV e Madame de Montespan. O casamento ocorreu em 1692. Tiveram 7 filhos:
- Mademoiselle de Dombes (1694)
- Luís Constantino de Bourbon, príncipe des Dombes (1695-1698)
- Mademoiselle de Aumale (1697-1699)
- Luís Augusto de Bourbon, príncipe de Dombes (1700-1755)
- Luís Carlos de Bourbon, conde d'Eu (1701-1755)
- Carlos de Bourbon, duque de Aumale (1704-1708)
- Luísa Francisca de Bourbon, mademoiselle de Maine (1707-1743)